# Haderslev Fodboldklub
Haderslev Fodboldklub (HFK) er en dansk fodboldklub fra den sønderjyske domkirkeby Haderslev og er moderklubben bag SønderjyskE.
HFK er en af Danmarks største klubber med 1102 aktive og 469 passive medlemmer i 2011. klubben er dermed den næststørste fodboldklub i Jylland.

## Historie
Haderslev Fodboldklub blev stiftet den 14. juli 1906, men gjorde ikke meget væsen af sig før i 1990'erne, hvor HFK blev det bedste fodboldhold i Sønderjylland og efterhånden blev mere ambitiøst. Det store gennembrud for klubben fandt sted i 1996, hvor HFK med Poul Hansen som træner for første gang rykkede op i 1. division – den bedste placering nogensinde på det tidspunkt. Holdet rykkede dog ned i 2. division igen, blot for atter at rykke op i 1998.
Med succesen fulgte også ambitioner, og der blev efterhånden indført semi-professionelle tilstande i klubben, som fik bidt sig fast i 1. division og efterhånden begyndte at vise styrken til at rykke op i Superligaen.
Oprykningen til Danmarks bedste liga fandt sted i sæsonen 2000/2001. Klubben havde nu skiftet navn til Haderslev FK Sønderjylland, idet man antog, at der ville opstå større interesse fra lokale sønderjyske sponsorer og tilskuere, hvis klubben fik sig en mere regional profil, i stedet for at basere holdet på en relativt lille by som Haderslev.
Som ventet blev opholdet i Superligaen meget kort, og HFK Sønderjylland måtte retur til 1. division efter en enkelt sæson i Superligaen, hvor det kun blev til sølle 11 point. En negativ rekord, som endnu ikke er blevet slået.
Det var tydeligt, at der måtte yderligere ændringer til, før HFK skulle kunne bide skeer med de store i dansk fodbold, og i januar 2004 blev selskabet Sønderjysk Elite Sport A/S (SønderjyskE) dannet. SønderjyskE er en fusion af de bedste sønderjyske hold inden for fodbold, håndbold og ishockey. Haderslev Fodboldklub, som var klart det stærkeste fodboldhold i Sønderjylland, blev basis for mændenes fodboldhold, og SønderjyskE's herrer har hjemmebane i Haderslev, hvor der i 2001 blev bygget et nyt, moderne stadion.
Idet SønderjyskE overtog HFKs status som 1. divisionshold, blev Haderslev Fodboldklub gjort til SønderjyskEs andethold og blev degraderet til Kvalifikationsrækken. I klubbens 100-års jubilæumsår 2006 lykkedes det for HFK's unge spillere at rykke op i Danmarksserien.

## Eksterne kilde/henvisning
Haderslev Fodboldklubs officielle hjemmeside